# Cesarstwo Koreańskie
Cesarstwo Koreańskie – historyczne państwo na terenie Półwyspu Koreańskiego, istniejące w latach 1897–1910 do czasu aneksji przez Japonię, rozpoczynającej 35-letni okres japońskiej okupacji Korei. Pod względem prawnym i instytucjonalnym kontynuacja istniejącego w latach 1392–1897 Królestwa Joseon.

## Historia
W 1897 roku podczas rządów króla Gojonga, pod wpływem nacisków i gróźb Japończyków, Korea zmieniła swą nazwę z Joseon na Daehan Jeguk, czyniąc swój kraj cesarstwem a Gojonga pierwszym cesarzem.
W Azji Wschodniej status cesarza oznaczał niezależność od chińskiego cesarstwa Qing i w rzeczy samej pełną niezależność Korea otrzymała w 1895 roku na mocy Traktatu z Shimonoseki. Samo Cesarstwo Koreańskie, wbrew zobowiązującemu tytułowi, było bardzo słabe i na arenie międzynarodowej nie było uważane za samodzielne. W roku 1905 Korea została zaatakowana a następnie okupowana przez Japonię. W 1907 roku Japonia zmusiła Gojonga do abdykacji na rzecz jego syna, Sunjonga, który został drugim i ostatnim zarazem cesarzem Korei. W 1910 roku, Korea została włączona do Japonii jako Generalne Gubernatorstwo Korei.
Autorem hymnu Cesarstwa był niemiecki kompozytor Franz Eckert urodzony w Nowej Rudzie.